# Pelobates syriacus
Pelobates syriacus, là một loài cóc trong họ Pelobatidae, bản địa khu vực kéo dài từ Đông Âu đến Tây Á.
Con trưởng thành dài đến 9 cm. Đây là loài bản địa Armenia, Azerbaijan, Bulgaria, Georgia, Hy Lạp, Iran, Israel, Liban, Macedonia, Romania, Liên bang Nga, Serbia, Syria và Thổ Nhĩ Kỳ. Nó là khá phổ biến ở Iran, nhưng không phổ biến trên nhiều phạm vi của nó. Nó được cho là đã tuyệt chủng ở Jordan và trạng thái của nó là không rõ ràng ở Albania, Iraq, Moldova và Ukraine. Nó là một loài chủ yếu sinh sống ở đồng bằng và trong ánh sáng trong rừng, các khu vực rậm rạp và bán sa mạc, các cánh đồng canh tác và các đụn cát. Nó thích nơi đất tơi nơi nó có thể sử dụng mai của nó để đào những cái hang mà nó sống, nhưng cũng được tìm thấy tại các khu vực đá và đất sét có thạch anh .
Trong mùa đông nó ngủ đông ở trong rễ cây, dưới đá nhiều khi nhiều con cóc tụ tập ngủ đông chung. Chúng sinh sản từ tháng 1 đến tháng 5 tùy theo địa điểm.